# Minneola (Florida)
Minneola es una ciudad ubicada en el condado de Lake en el estado estadounidense de Florida. En el Censo de 2010 tenía una población de 9.403 habitantes y una densidad poblacional de 338,92 personas por km².

## Geografía
Minneola se encuentra ubicada en las coordenadas 28°36′7″N 81°43′53″O / 28.60194, -81.73139. Según la Oficina del Censo de los Estados Unidos, Minneola tiene una superficie total de 27.74 km², de la cual 26.79 km² corresponden a tierra firme y (3.44%) 0.95 km² es agua.

## Demografía
Según el censo de 2010, había 9.403 personas residiendo en Minneola. La densidad de población era de 338,92 hab./km². De los 9.403 habitantes, Minneola estaba compuesto por el 76.54% blancos, el 11.28% eran afroamericanos, el 0.64% eran amerindios, el 2.46% eran asiáticos, el 0.05% eran isleños del Pacífico, el 5.52% eran de otras razas y el 3.51% pertenecían a dos o más razas. Del total de la población el 20.29% eran hispanos o latinos de cualquier raza.